# Илинци
Илинци (на украински: Іллінці) е град в централна Украйна, във Виницка област, Виницки район. Административен център е на едноименната община. Населението на града през 2021 година е 11 185 души.

## История
Първото писмено споменаване е през XVII век. Полския крал Кажимеж IV Ягелончик през 1448 г. основава селище за подвизи на оръжие.
Илинци получило права на града през 1986 г.

## Побратимени градове
- Влошчова, Полша.
- Единец, Молдова.
- Смижани, Словакия

## Известни личности
Родени в Илинци
- Северин Гошчински (1801 – 1876) – полски активист, революционер, писател и поет.
- Тимко Падура (1801 – 1876) – полско-украински поет и композитор.